# 吉娜·納妮妮
吉娜·納妮妮（Gianna Nannini，義大利語發音：[ˈdʒanna nanˈniːni] ，1954年6月14日—）是一名義大利女創作歌手和流行音樂家。

## 生平
吉娜·納妮妮於1954年6月14日出生於義大利錫耶納，她於1970年代後期前往米蘭學習鋼琴和作曲，並於1994年獲得了錫耶納大學的哲學學位。1976年發行首張同名專輯，1979年的單曲《America》讓吉娜打開歐洲市場，直到1984年的專輯《Puzzle》，大為成功的佔據多國排行前十名之列，此後吉娜頻繁地在歐洲舉行巡迴演唱會，1990年義大利世界盃時，她與義大利歌手埃德瓦多·本納托一同演唱了該屆主題曲《Un'estate italiana》（義大利之夏）。
吉娜在2010年8月以56歲高齡公開懷孕，並於同年11月26日時在米蘭誕下一女。

## 外部連結
- 官方网站 （意大利文）
- Review of Giannadream（页面存档备份，存于） （英文）